# Eric McDavid
Eric McDavid, (nascido em Foresthill, Califórnia em 7 de Outubro de 1977) é um ecoanarquista ativista pró-libertação animal estadunidense, vegano, membro da organização Earth Liberation Front (ELF).
Foi preso em circunstâncias controversas envolvendo a ação de uma informante do FBI infiltrada em seu grupo, sob a acusação de conspiração com o objetivo da destruição de propriedade privada relacionada à indústria da carne e infraestrutura estatal através do uso de explosivos. No entanto, os atentados nunca foram realizados e a intenção de ação de Eric foi considerada uma forma de terrorismo pelo aparelho judiciário estadunidense.
Durante seu julgamento o promotor público McGregor Scott definiu McDavid como sendo a primeira pessoa relacionada ao Earth Liberation Front a ser condenada nos Estados Unidos, em contraposição McDavid e seus colaboradores afirmaram que a despeito de estarem vinculados a esta organização, as ações por eles planejadas não estavam relacionadas à ELF.
Em 27 de setembro de 2007 foi julgado culpado por um juri popular das acusações a ele imputadas.  Em maio de 2008 foi sentenciado à dezenove anos e sete meses na prisão, fato que desencadeou campanhas nos Estados Unidos denunciando o processo pelo qual fora incriminado, e defendendo sua libertação.

## Agente infiltrada

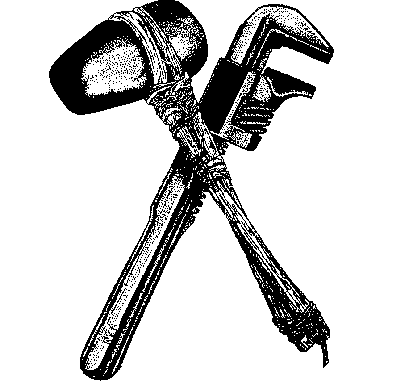
Logo do Earth Liberation Front.

A prisão de Eric se deu em uma situação controversa, após uma informante do FBI desde 2004 respondendo pelo nome de "Anna" se infiltrar em um dos coletivos do Earth Liberation Front durante a conferência anual do Crimethinc, ocasião em que vários coletivos libertários estadunidenses se reúnem para trocar experiências, apresentar suas ações e dialogar com interessados sobre suas propostas.
Afirmando ser uma anarca-feminista interessada em participar das ações de libertação animal Anna passou a fazer parte do cotidiano da célula formada por Eric McDavid, Lauren Weiner e Zachary Jendon incitando suas ações através de apoio material e informações sobre a confecção de explosivos, alugando uma cabana para que pudessem agir e lhes proporcionando recursos necessários para a compra dos componentes a serem utilizados nos artefatos explosivos. Segundo os ativistas do ELF "Anna" agiu como agente provocadora projetando uma ação que sem ela não aconteceria, produzindo evidências na forma de gravações de áudio e video relacionadas a suas atividades com o objetivo de incriminá-los.

## Planos de sabotagem

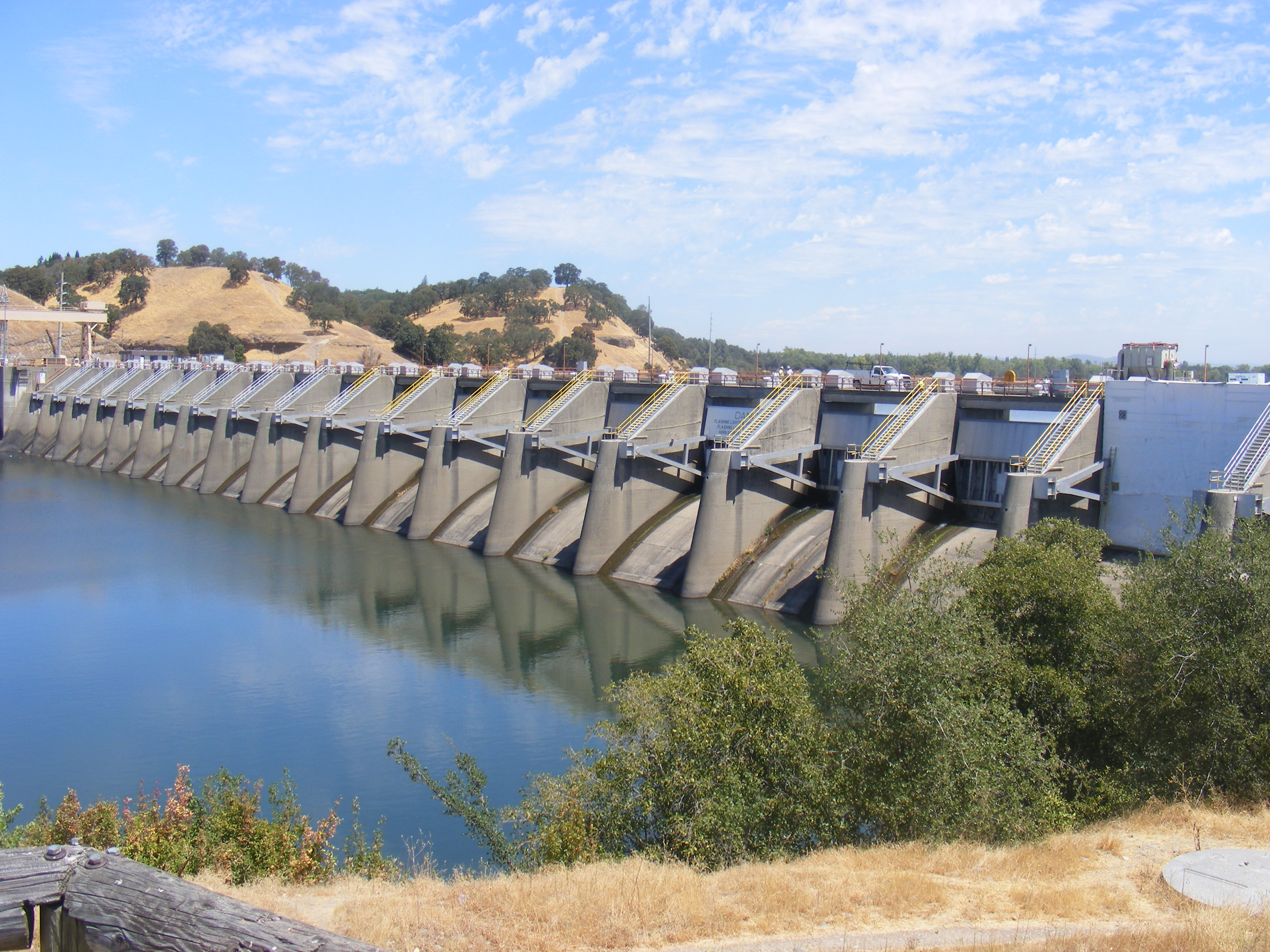
Imagem da represa Nimbus, um dos locais que supostamente seriam sabotados pelo grupo.

Juntos Eric McDavid, Lauren Weiner, Zachary Jendon e Anna planejaram sabotar a represa Nimbus e o criatório de peixes da America River próximos de Sacramento, o Instituto de Genética Florestal dos Estados Unidos, torres de telefone celular, estações de energia elétrica e outros alvos. Durante seu testemunho posterior a informante "Anna" afirmaria que possíveis mortes de inocentes eram efeitos colaterais considerados pelo grupo ainda que seu plano focasse exclusivamente o dano a propriedade.

## Prisão
Em 13 de janeiro de 2006, os três foram presos ao saírem de uma loja onde compraram químicos caseiros, com os quais poderiam supostamente produzir uma bomba. Nenhum dos três possuía passagem pela polícia. Tanto Weiner quanto Jenson negaram serem culpados e testemunharam contra McDavid, que foi considerado culpado de todas as acusações. A defesa de McDavid argumentou que ele fora vítima de uma armadilha.
Em julho de 2006 aguardando o julgamento em regime semi-aberto Eric McDavid participou na conferência do CrimethInc em Winona, Minnesota, onde ameaçou matar a informante do FBI "Anna" se ela estivesse, de fato, trabalhando em favor do aparato repressor estatal, divulgando os planos do grupo.

## Ativismo antecedente
McDavid anteriormente havia participado de uma série de manifestações contra a destruição do meio ambiente e a exploração animal incluindo protestos contra a Conferência da Organização da Indústria da Biotecnologia na Filadélfia, em junho de 2005. Segundo o FBI ele também teria oferecido oficinas de produção de coquetéis molotov para outros ativistas durante encontros anarquistas, ocasiões em que supostamente defendeu formas de ação direta violentas.
Ainda com base no depoimento da informante do FBI McDavid também teria afirmado se arrepender de ainda não ter se envolvido em um embate entre manifestantes e as forças de repressão estatais que não tenha como resultado a morte de um policial. Ativistas que conheciam Eric afirmam que este posicionamento está fundamentado menos num desejo de ação a ser executada, do que em um sentimento de grande injustiça decorrente do tratamento desumano dispensado aos animais e ao meio ambiente nas sociedades de consumo com o aval dos estados nacionais, e nas diversas prisões e mortes de ativistas anticapitalistas pelo mundo, sendo paradigmáticos os casos de Brad Will e Carlo Giuliani enquanto fatalidades resultantes de ações policiais.

## Entrevista de "Anna" à revista Elle
A informante do FBI "Anna" ressurgiria para uma matéria intitulada Crentes (Believers) publicada na revista de moda estadunidense Elle em maio de 2008. Posando para uma foto em frente a represa Nimbus, um dos alvos escolhidos pelo coletivo ecoanarquista, na reportagem "Anna" dirige suas críticas ao mal gosto para roupas e à falta de higiene do grupo, afirmando ter recebido setenta e cinco mil dólares para participar da operação.
Na mesma reportagem os redatores da matéria endossam a ação de "Anna" afirmando que na conjuntura atual, independente do fato de McDavid ter sido ou não pego em uma armadilha, seria irresponsabilidade dar um tratamento neutro a "radicais anti-capitalistas", sendo este tipo de ação  necessária ainda na opinião da autora da reportagem na defesa das chamadas "liberdades de mercado livre".
Atualmente grupos de ativistas nos Estados Unidos têm se empenhado em campanhas de solidariedade a Eric McDavid, mas também em descobrir a verdadeira identidade de "Anna" que já teria trabalhado anteriormente como agente infiltrada e delatora de grupos relacionados à manifestações contra o G8 e a OMC estando envolvida em operações que possuem como alvo outros onze ativistas. Segundo informações divulgadas no Centro de Mídia Independente de Portland um detetive foi contratado para descobrir a identidade da agente infiltrada e seu atual paradeiro.